# 精子無力症
精子無力症 (英: asthenozoospermia, asthenospermia)とは精子の運動性が低下した状態を示す用語。精子無力症では精子の質が低下し、男性側の要因による不妊症あるいは受精率の低下の主要な原因の1つである。家畜においては採精時に活発な前進運動を示す精子が50%以下である場合に精子無力症と判断され、精巣萎縮、精巣、副生殖腺、尿道の炎症、尿の混入などが原因となり、治療は原因を除去するための処置を行うが、一般に予後は不良である。精子無力症に対して採精時に精子が死滅している状態を精子死滅症と呼ぶ。